# Jem Mace

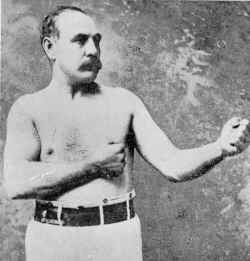
JM

(James) Jem Mace (* 8. April 1831 in Beeston, Norfolk; † 30. November 1910 in Jarrow, Tyne and Wear) war ein britischer Boxer der Bare-knuckle-Ära.
1855 begann er mit dem Boxen. 1861 schlug er Sam Hurst, der allgemein als Champion angesehen wurde und etwa 100 Pfund mehr wog, in der achten Runde KO. In einem berühmten Kampf besiegte er auch Tom King, unterlag ihm aber in einem Rückkampf. King verweigerte einen dritten Kampf. 1866 bis 1871 galt er noch einmal als englischer Meister, der letzte unter London-Prize-Ring-rules.
Mace zog nach Amerika und boxte mit dem Landesmeister unentschieden.
Schließlich ging er nach Australien und arbeitete als Trainer. Am Ende seines Lebens kehrte er in seine Heimat zurück, wo er verstarb.
1990 fand Mace Aufnahme in die International Boxing Hall of Fame.